# جامعة كاليفورنيا (سان فرانسيسكو)
جامعة كاليفورنيا في سان فرانسيسكو (اختصارًا UCSF) هي مركز للطب وأبحاث العلوم الطبية والتعليم الطبي مقره مدينة سان فرانسيسكو بولاية كاليفورنيا الأمريكية، وهي واحدة من عشرة أفرع تضمها منظومة جامعة كاليفورنيا، وتنفرد يكونها الجامعة الوحيدة في هذه المنظومة التي كرست للدراسات العليا وللعلوم الصحية والطبية الحيوية فحسب.
تأسست جامعة كاليفورنيا في سان فرانسيسكو سنة 1873 لتكون «جامعة عامة مكرسة لإنقاذ الحياة وتحسين الصحة». ودائمًا ما يصنف المركز الطبي التابع لجامعة كاليفورنيا في سان فرانسيسكو بين أفضل 10 مستشفيات عالميا وفقًا لتقرير يو إس نيوز آند ورلد، الذي يضع أيضًا برنامج مدرسة طب سان فرانسيسكو في رعاية مرضى الإيدز في المرتبة الأولى على مستوى العالم.
تعد الجامعة احد اعلى الجامعات الامريكية من حيث الانفاق على البحث العلمي، حيث تلقت في سنة 2023، 789,196,651 دولار كتمويل من المعهد الوطني للصحة (NIH)، وهو الاعلى من بين جميع الجامعات العامة الامريكية، كما حصلت كلية الصيدلة على أكثر من 45 مليون دولار، لتكون الأعلى تمويلًا بين كليات الصيدلة الأمريكية للسنة الخامسة والأربعين على التوالي. وبلغ إجمالي التمويل البحثي للجامعة في السنة المالية 2024 نحو 2.789 مليار دولار

## الهيكل الأكاديمي والمراكز الطبية
تشمل المراكز العلاجية التابعة لجامعة كاليفورنيا في سان فرانسيسكو مراكز زراعة الكلى وزراعة الكبد والأشعة التشخيصية وجراحة المخ والأعصاب وطب الأعصاب وطب الأورام وطب العيون والعلاج الجيني وصحة المرأة وجراحة الأجنّة وطب الأطفال والأمراض الباطنة.
ينقسم الهيكل التعليمي للجامعة الى 4 كليات مهنية بالإضافة الى شعبة الخريجين (Graduate Division)، وهم مدرسة الطب ومدرسة الصيدلة ومدرسة طب الاسنان ومدرسة التمريض.

## التصنيف العالمي
تتُصنَّف جامعة كاليفورنيا، سان فرانسيسكو ضمن أبرز المؤسسات البحثية الطبية والبيولوجية في العالم، حيث تحتل المرتبة الثانية عالميًا في علم الأعصاب وجراحة الأعصاب، وكذلك في علم الأورام. كما جاءت في المرتبة الرابعة في الكيمياء الحيوية، الأحياء الجزيئية، علم الجينات، والطب السريري، والمرتبة الثامنة في علم المناعة والطب الإشعاعي والنووي حسب موقع يو اس نيوز آند ورلد ريبورت.

## وصلات خارجية
- الموقع الرسمي للجامعة